# Clemens Fritz
Clemens Fritz (* 7. Dezember 1980 in Erfurt) ist ein ehemaliger deutscher Fußballspieler. Seit Juli 2024 ist er bei Werder Bremen als Geschäftsführer Profifußball angestellt.

## Karriere

### Vereine
Fritz begann 1987 in der Jugend von Rot-Weiß Erfurt und wechselte 1997 für zwei Jahre zum VfB Leipzig.
Der Wechsel kam aufgrund der finanziellen Notlage von Rot-Weiß Erfurt zustande. Als die Leipziger selbst finanzielle Probleme bekamen, nutzen die Erfurter die Gelegenheit, Clemens Fritz zurückzuholen. Fritz gelang sofort der Sprung in die Regionalligamannschaft, wo er zunehmend zum Leistungsträger avancierte.

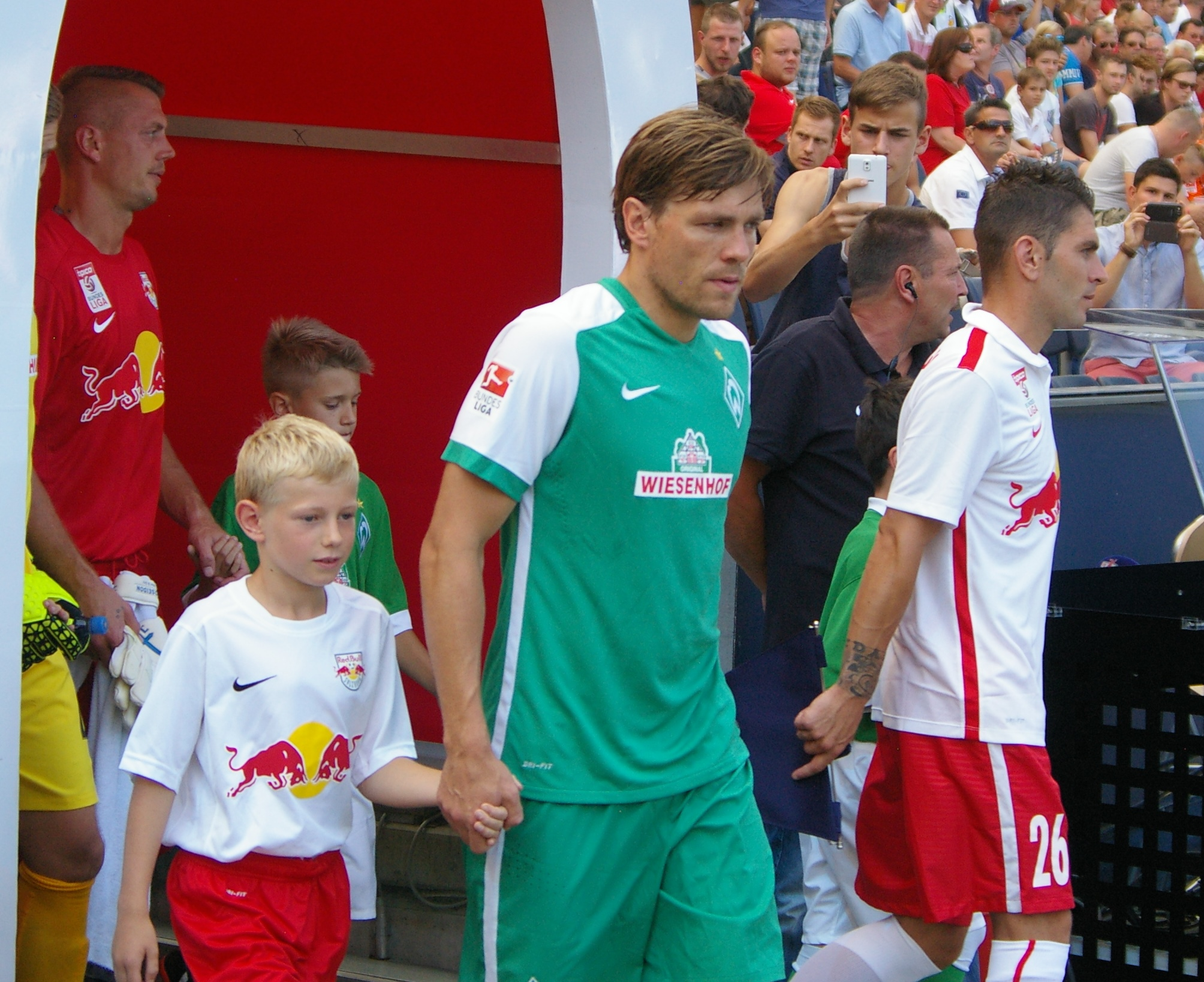
Clemens Fritz bei Werder Bremen (2015)

Nachdem er in der Saison 2000/01 in der Regionalliga Süd für die Erfurter in 32 Spielen zehn Tore erzielte, wechselte Fritz gemeinsam mit seinem Freund Marco Engelhardt zum Zweitligaaufsteiger Karlsruher SC, wo beide ebenfalls schnell Stammspieler wurden. Im Jahr 2003 trennten sich die Wege der beiden, da Fritz in die Bundesliga zu Bayer 04 Leverkusen wechselte. Dort gab er am 9. November 2003 sein Bundesliga-Debüt. Am 24. Juli 2004 brach sich Fritz in einem Testspiel das Wadenbein. Die Verletzung zog diverse Operationen nach sich, so dass Fritz in der kompletten Spielzeit 2004/05 kein Bundesliga-Spiel bestreiten konnte; lediglich am 9. März 2005 kam er im Champions-League-Spiel gegen den FC Liverpool für knapp 40 Minuten zum Einsatz. Im August 2005 kehrte Fritz wieder in den regelmäßigen Punktspielbetrieb zurück.
Zur Saison 2006/07 wechselte er zu Werder Bremen, wo er zunächst einen Vertrag bis 2009 unterschrieb. Dort verdrängte er auf der rechten Abwehrseite auf Anhieb den in der Vorsaison zumeist gesetzten Patrick Owomoyela und hatte seither einen Stammplatz in der ersten Elf. Seit seiner Leverkusener Zeit spielte Fritz auf der Position des rechten Verteidigers, nachdem er zu Beginn seiner Karriere in Erfurt und Karlsruhe als Stürmer eingesetzt wurde. Am 24. Oktober 2008 verlängerte er seinen Vertrag bis 2012. Mit Beginn der Saison 2011/12 wurde er Nachfolger von Per Mertesacker als Kapitän bei Werder Bremen. Zudem wurde er ab dieser Saison zeitweise als rechter Mittelfeldspieler aufgeboten. Am 28. Januar 2012 bestritt Fritz im Heimspiel gegen seinen ehemaligen Verein Bayer 04 Leverkusen sein 200. Bundesligaspiel.
Am 28. April 2016 gab Fritz, entgegen seiner vorherigen Ankündigung im Januar, seine Vertragsverlängerung bei Werder Bremen bekannt und verschob somit sein Karriereende auf den Sommer 2017. Am 8. Mai 2017 gab Fritz dann sein endgültiges Karriereende als Profifußballer zum Saisonende 2016/17 bekannt. Vor seiner Verabschiedung beim letzten Heimspiel dieser Saison am 13. Mai 2017 gegen die TSG 1899 Hoffenheim wurde er zum achten Ehrenspielführer des Vereins ernannt.

### Nationalmannschaft
Als Nationalspieler debütierte Fritz am 3. April 1997 bei der 0:1-Niederlage der U16-Nationalmannschaft gegen die Auswahl der Türkei in Weinheim als Einwechselspieler. Mit der U16 nahm er an der vom 28. April bis 10. Mai 1997 im eigenen Land ausgetragenen Europameisterschaft teil, kam in vier Turnierspielen zum Einsatz, in denen er ein Tor erzielte. Mit dem 3:1-Sieg über die Auswahl der Schweiz in Barsinghausen belegte er mit seiner Mannschaft den dritten Platz.
Erstmals für die A-Nationalmannschaft wurde Fritz von Bundestrainer Joachim Löw für das Testspiel gegen Georgien am 7. Oktober 2006 in Rostock nominiert und kam dort zu seinem Länderspieldebüt auf der rechten Abwehrseite. Danach stand er auch in den folgenden EM-Qualifikationsspielen auf dem Platz. Am 2. Juni 2007 erzielte er im Spiel gegen San Marino sein erstes von zwei Länderspieltoren. 2008 wurde er in den deutschen Kader für die Europameisterschaft 2008 aufgenommen und gehörte in den drei Gruppenspielen jeweils zur Startelf, in der er auch als rechter Mittelfeldspieler zum Einsatz kam. Im Viertelfinale gegen Portugal kam er zu einem Kurzeinsatz als Einwechselspieler, im Halbfinale gegen die Türkei und im Endspiel gegen Spanien wurde er nicht berücksichtigt. Letztmals für die Nationalmannschaft spielte Fritz im Oktober 2008 im WM-Qualifikationsspiel der Gruppe 4 gegen die Nationalmannschaft Wales’. Insgesamt bestritt er 22 A-Länderspiele, in denen er zwei Tore erzielte.

## Nach der aktiven Karriere
Ab November 2017 absolvierte Fritz bei  Werder Bremen zunächst ein Traineeprogramm und war dann im Bereich Scouting tätig. Ab November 2019 leitete er die vereinsinterne Scouting-Abteilung, im Sommer 2020 wurde er zudem Leiter Profifußball. Nach dem Abtreten von Frank Baumann übernahm Fritz schließlich Mitte 2024 das Amt des Geschäftsführers Fußball und trat damit Baumanns Nachfolge an.

## Erfolge
Nationalmannschaft
- Finalist Europameisterschaft 2008
- Dritter U16-Europameisterschaft 1997

Vereine
- DFL-Ligapokal-Sieger 2006 mit Werder Bremen
- UEFA-Cup-Finalist 2009 mit Werder Bremen
- DFB-Pokal-Sieger 2009, -Finalist 2010 mit Werder Bremen

## Auszeichnung
- Bremer Sportler des Jahres 2016

## Sonstiges
Fritz ist seit 2017 mit Alena Gerber verheiratet, mit der er eine Tochter hat.